# Alice Endamne
Alice Endamne, née en 1974 en France, est une écrivaine franco-gabonaise, auteure de livres pour enfants et traductrice. 

## Biographie
Alice Endamne nait en 1974 en banlieue parisienne de parents gabonais. Elle grandit entre les villes de Paris, Libreville et Perpignan. Elle se lance dans l'écriture dès l'âge de 10 ans. Un de ses poèmes est publié dans le journal de son école primaire alors qu'elle est en classe de CM2. Elle fait une partie de ses études secondaires au Lycée de Perpignan. Elle fait ses études universitaires à l'Université  Paris XI où elle obtient une Maîtrise d'Anglais et un DEA en Connaissances des Sociétés Anglophones. 
Elle s'installe aux États-Unis à la fin des années 1990 et travaille pendant une dizaine d'années en tant que rédactrice en chef de la revue littéraire The Black Arts Quartely publiée par Stanford University. Elle crée une entreprise de correction et relecture de manuscrits et se lance plus tard dans la traduction. 

## Oeuvres

### Romans
- C’est demain qu'on s'fait la malle. Editions Jets d’encre, Saint-Maur-des Fossés, 2008, 178 page (ISBN 978-2-35485-032-6)

- Garçons et filles. Editions Jets d’encre, Saint-Maur-des Fossés 2010  (ISBN 978-2-35485-158-3) .
- Mal acquise (A. Nyin) CreateSpace Publishing, Cleveland 2015, 250 pages  (ISBN 978-1512240191)
- Volatilisée. Editions Jets d’encre, Saint-Maur-des Fossés 2022,  248 page (ISBN 9782355236679) ,

- Ma plume me démange! Ou comment je suis devenue une maman écrivain. Amazon Kindle, 2014  (ISBN 978-0-9892983-2-2) .

### Livres pour enfants
- Elle est comme ça, Eyala Mba. CreateSpace Publishing, Cleveland.
- Clever Ashley and Her Friend Erik, One Child Publishing, 2014